# Lea Millon
Lea Gadelha Millon (Rio Branco, 1930 — Rio de Janeiro, 10 de abril de 2011) foi uma empresária artística brasileira.
Filha de Liberalino Salles Gadelha (1892-1963) e de Maria Idelzuith Barreira Gadelha (1902-1984), ambos cearenses, Lea nasceu em Rio Branco, capital do Acre, onde na infância, antes de se mudar para Salvador em 1938, foi vizinha de João Donato. 
Tornou-se notória nos anos 1960 por administrar a carreira de Caetano Veloso e Gilberto Gil e, posteriormente, de Gal Costa e Maria Bethânia. Muito querida no meio musical e tratada por todos como "Tia Lea", foi imortalizada por Jorge Benjor na canção W/Brasil (Chama o síndico), nos versos Alô, alô, Tia Lea/Se tiver ventando muito, não venha de helicóptero.
Entre seus sobrinhos estão Dedé e Sandra Gadelha (respectivamente ex-esposas de Caetano Veloso e Gilberto Gil), a atriz Patrícia Pillar e as cantoras Marina Lima e Luiza Possi (filha do produtor Líber Gadelha, seu sobrinho, e da cantora Zizi Possi).